# Nagy István (zenész)
Nagy István (NagyI) (Mezőhegyes, 1945. augusztus 20. –) basszusgitáros.

## Pályafutása

### A kezdetek
Gyermekkorát Albertfalván töltötte. Felmenői közül édesapja zenélt, hegedűn játszott. A tehetséges, ifjú muzsikusjelölt Budapesten, a Mester utcai zeneiskolában bőgőszakon tanult, tizenhat évesen már a dixieland-, tánc-, illetve lakodalmas zenét játszó Pöckl zenekarban nagybőgőzött. Az albertfalvai zenekar azonban hamarosan átalakult, az új formáció Alfa néven (első két betűje a zenekar tagjainak lakóhelyére utal) a fiatalabb korosztályt célozta meg muzsikájával. Ennek megfelelően Nagy István az akusztikus basszushangszert az akkor már modernebb elektromos bőgőre cserélte.

### A Juniortól a Q-gli-ig
A család hamarosan Budapestre, a belvárosi Petőfi Sándor utcába költözött, ahol a fiatal muzsikus már abban a Junior együttesben basszusozott, amelyben az alapító Rimai-testvérek mellett Bardóczy Gyula (Gemini, Neoton, Old Boys, stb.) dobolt. Ezután a saját alapítású Európa következett, ahol a későbbi M7-es énekes-zeneszerzővel, Rusznák Ivánnal, valamint Szigeti Ferenccel, a Corvina-, illetve a Karthago gitárosával zenélt. Az Európa megszűnését követően Rusznákkal az Osszián Brigád formációba igazolt, ahol először találkozott a billentyűs Papp Gyulával. Következő állomás a Kárpátia elnevezésű saját zenekar, amely nem azonos a jelenlegi, nemzeti rockot játszó csapattal. A belvárosi sörözőről elnevezett korai társulatban többek között Tátrai Tibor gitározott, Harmath Albert, a későbbi Sakk-Matt énekes állt a mikrofon mögött és Bihari István dobolt, aki később a Winkelmayer Brass-szal külföldi vendégszereplést vállalva illegálisan elhagyta az országot.
A Kárpátia már a hatvanas évek végén Jimi Hendrix-, Cream-, Black Sabbath-, valamint Taste dalokkal lopta be magát a közönség szívébe. 1969 nyarán rendszeresen léptek fel  a siófoki Balaton cukrászdában, majd tagcserék következtek. A  Bihari István után dobszékbe ülő Operhál „Fanyűvő” Gyulát Csurgai Attila váltotta, majd Tátraival együtt kisvártatva a Q-gli zenekarban (1970) folytatták. Itt Éliás Gyula énekelt, valamint a későbbi Syconor-os Pelles Péter Pál billentyűzött.

#### Az első Mini-évek
Még ugyanebben az esztendőben Papp Gyula és Török Ádám hívására az éppen átalakuló félben lévő Minibe igazol. 1971.január 24-én a Corvin moziban megtartott bemutatkozó koncertjükön még Román Péter üti a bőröket, ám a következő hónapban induló és júniusig tartó központi ORI-turnéra már a Szivárvány együttesből áthozott Németh „Nemecsek” Tamás ül a dobok mögött. E négyes fogat az Illés együttes előzenekaraként már komoly népszerűségre tesz szert a nyári koncertsorozaton. Állandó klubot tartanak fenn a (Bemrockpart néven elhíresült) Budavári Művelődési Házban, ahol a rajongók vasárnaponként hosszú sorokban várakoztak bebocsátásra. A Budai Ifjúsági Parkban érdekes módon ez a formáció nem vethette meg a lábát (erre a sikerre a Mininek még várnia kell), de a később óriási tömegeket megmozgató első Tabán koncertek már az ő nevükhöz fűződnek.  A második nyári ORI-turné már a Locomotív GT társaságában zajlik, ahol önálló műsoruk mellett Zalatnay Saroltát kísérik. Koncerteznek még az Erkel Színházban, az Egyetemi Színpadon, de fellépnek a Videoton Jazzfesztiválon is (1972), ahol Keith Jarrett előtt mutatkozhatnak be. Az ott előadott két, alapvetően dzsesszes, instrumentális számukat (Éjféli nap, Ködben) a Magyar Rádió a helyszínen rögzíti, Kiss Imrétől a rádió zenei szerkesztőjétől pedig lehetőséget kapnak a már akkor rendkívül népszerű Bartók- feldolgozásuk az Este a székelyeknél / Első román tánc felvételére, amely a későbbiekben eltűnik az archívumból.
A ma már ős-Mininek nevezett együttesből elsőként Papp Gyula billentyűs-zeneszerző távozik (1973 Skorpió), őt Nagy István (1975), majd Németh „Nemecsek” Tamás (1977)követi. 
Ha nagylemez lehetőséghez nem is jutnak, de 1972-ben két kislemez (Gőzhajó/Délelőtt; Ne félj!/Haloványkék gondolat), majd 1973-ban (Sirályok/Kereszteslovag) lát napvilágot.

### Meteor, első Wastaps, Zenith, vendéglátós zenélés külföldön
Nagy István 1975-ben rövid ideig a Meteorban Bertalan „Güzü” István dobos, Tóth János Rudolf gitáros-énekes, Karsai László, valamint Horváth „Dörge” Péter fúvósok társaságában basszusgitározott. Ezután a színtiszta funky muzsikát játszó Wastaps következik olyan társakkal, mint – többek között – Keres Tibor, Horváth-Szép Károly (művésznevén „Charlie Horvath Nice”), vagy Muszta István, Várkuti Géza, Vincze Zoltán, és Pártos Endre. 1979-ben Győriványi Gézával, Aszalós Zoltánnal és Soldos Lászlóval létrehozza a Zenit elnevezésű formációját, amellyel eleinte a hetvenes években divatos hard rock mellett kötelezi el magát. A saját szerzeményekkel próbálkozó csapat énekmikrofonja mögött az akkor még csupán szűk körben ismert Varga Miklós állt. A zenei piac műfajjal való telítettsége okán áttörést azonban nem tudnak elérni, ezért új énekessel a nyugati vendéglátós zenéléssel próbálkoznak. Az ezt követő tizenhat esztendőben az ún. „showband” zenekara élén – főképp tengerjáró hajók fedélzetén Afrikától Ausztráliáig szinte az egész világot bejárja.
1996-ban végleg felhagy a külföldön való muzsikálással, a Zenith-tel hazai koncerteket vállal, majd a 2000-es években a zenekar ritkuló fellépései következtében néhány esztendeig a Syconorban pengeti a négyhúrost.

### Az ős-Mini, második Wastaps, Mini Acoustic World, új-Mini
2008-ban a Moiras Records gondozásában megjelenik a Fruit Pebbles LP, amely a három kislemez anyagát, valamint a két rádiófelvételt tartalmazza.Nagy Istvánt 2011-ben éri a felkérés az ős-Mini újjáalakulásában való részvételre, amellyel előbb Százhalombattán, majd a budapesti Old Man’s Pubban mutatkoznak be. Az előttük álló négy esztendőt számos, országszerte adott nagysikerű fesztivál-, illetve klubkoncert jellemzi; emellett – ugyancsak a Moiras Records jóvoltából – a korábbi vinyllemez felvételei CD-formátumban is napvilágot látnak. Ezt követi két évvel később Török Ádám szólóalbuma, az Elrohant idő (2013), amelyen az ős-Mini frissen rögzíti az Emlékút a Balladafolyón, az Este a székelyeknél/Első román tánc, (akkor még Éjféli találkozás Béla bácsival 1973-1993-2013 címmel), valamint a Visszatérés a városba című szerzeményeiket. Ugyanezen három dal a Fruit Pebbles korábbi anyaga mellett az Emlékút a Balladafolyón (2015) gyűjteményes CD-n is boltokba kerül.
Ugyancsak 2011-ben az évek óta szunnyadó Keres Tibor, Brinzik József, Szendrey István, Nagy István összeállítású Wastaps zenekart is eléri a „retro”-hullám. Még ugyanebben az évben rögzítik és útjára bocsátják a Bolond világ című újkori debütáló albumukat, 2013-ban egy négyszámos középlemezzel (Körforgás), egy esztendővel később pedig második négyszámos albumukkal (Az éjszaka országútjain) jelentkeznek. Nagy István a Wastaps zenekarban egészen Szép Károly „Charlie” haláláig (2015.02.18.) muzsikál.
2015. augusztus 23-án a basszusgitáros 70. születésnapi koncertjével végleg lezárul az ős-Mini története. Török Ádám, Papp Gyula és Nagy István Tóth „Diza” Dénes dobossal valamint a Heroines vonósnégyessel kiegészülve Mini Acoustic World néven folytatja a megkezdett munkát. A jólismert ős-Mini dalok, valamint vadonatúj Bartók-átiratok (Három rondó, Allegro Barbaro) a friss formációval akusztikusra hangszerelt, kissé modernizált formában szólalnak meg; a projekt egészen 2018-ig működik.
2017-ben megjelenik a Mini Acoustic World Bartók On Rock CD-je, amelyet a Grund Records kiadó nem sokkal később dupla LP formátumban is elérhetővé tesz.
Ezzel párhuzamosan a Török Ádám és a Mini formáció Nagy Istvánnal, Németh Károly billentyűssel, Tóth „Diza” Dénes dobossal, és Fehér Ádám gitárossal, rendszeresen koncertezik. A veterán zenekar azonban a Budavári Művelődési Ház 50 éves fennállásának jubileumán (s egyben búcsúján) 2019. november 16-án és 17-én ebben a felállásban utoljára lép színpadra.

## Zenekarai
- Pöckl zenekar 1962
- Alfa együttes 1963
- Junior együttes 1965
- Európa együttes 1966
- Osszián Brigád 1967
- Kárpátia együttes 1968
- Q-gli együttes 1970
- Mini együttes 1971-1975
- Wastaps zenekar 1975
- Meteor együttes 1976
- Wastaps zenekar 1976
- Syconor együttes 1980
- Zenith együttes 1980
- Syconor együttes 2010 (reunion-emlékbuli, egy alkalom)
- ős-Mini 2011-2015
- Wastaps együttes 2011 -2015
- Mini Acoustic World 2016-2018
- Török Ádám és a Mini 2018-2019

## Lemezei

### A Mini együttessel
- 1972 – Gőzhajó / Délelőtt (kislemez)
- 1972 – Ne félj / Haloványkék gondolat (kislemez)

- 1973 – Sirályok / Kereszteslovagok (kislemez)
- 1993 – Vissza a városba – A Mini legjobb felvételei 1972-1983 (válogatás)
- 2008 – Fruit Pebbles (nagylemez)
- 2013 – Elrohant idő (válogatás)
- 2015 – Emlékút a Balladafolyón (válogatás)
- 2017 – Bartók On Rock (dupla koncertlemez)
- 2017 – Volt egyszer egy Ifipark (koncertfilm)
- 2019 – Álomkoncert (koncertválogatás)

### A Wastaps együttessel
- 2011 – Bolond világ (album)
- 2013 – Körforgás (EP)
- 2014 – Az éjszaka országútjain (EP)

## Gitárok, alapok

### A hatvanas évek végétől
- Selmer 100 fej + 1 láda
- 1971-től a Miniben:
- Fender Precision Bass White basszusgitár
- Laney Supergroup MK1 + 2  4x12” Cabs basszus fej-dupla láda

### A nyolcvanas évektől
- Warwick German ThumbNeck – Thru 5-string basszusgitár
- Trace Elliot Series 6 1215 GP12 basszus combó